# Список заслуженных мастеров спорта СССР (гандбол)
| 1948 год |                         |            |                         |      |             |  |
| 1        | Ивахин Евгений Иванович | ??.03.1948 | 24.10.1910 — 06.04.1981 | Киев | «Большевик» |  |

## 1968
- Бузелене (Янилените) Елена Павило (1940)
- Петкене (Клумбите) Елена Юозовна (1936)
- Стасюлявичене, Роза (1936)

## 1972
- Порадник (Бобрусь) Людмила Константиновна
- Турчина, Зинаида Михайловна
- Шевченко, Лидия Васильевна (1942)

## 1973
- Климов, Юрий Михайлович
- Максимов, Владимир Салманович

## 1976
- Анпилогов, Александр Семёнович
- Гассий, Валерий Дмитриевич
- Глущенко, Татьяна Григорьевна
- Захарова (Маноха) Галина Петровна
- Ильин, Василий Петрович
- Ищенко, Михаил Алексеевич
- Кидяев, Юрий Константинович
- Коломиец (Панчук) Людмила Михайловна
- Кочергина (Макарец) Татьяна Ивановна
- Кравцов, Владимир Николаевич
- Кушнирюк, Сергей Георгиевич
- Лагутин, Юрий Васильевич
- Литошенко (Маршуба) Мария Петровна
- Нененене (Чесайтите) Алдона Юозо
- Одинокова (Бережная) Любовь Ивановна
- Резанов, Александр Геннадьевич
- Тимошкина (Шерстюк) Наталья Леонидовна
- Томин, Николай Николаевич
- Федюкин, Анатолий Викторович
- Чернышёв, Евгений Васильевич
- Шабанова, Рафига Махмудовна
- Шубина, Людмила Егоровна

## 1980
- Зубарева, Ольга Валентиновна
- Карлова, Лариса Александровна
- Махорин, Виктор Павлович
- Лутаева (Берзина) Валентина Ивановна
- Пальчикова, Ирина Гавриловна
- Савкина, Лариса Михайловна
- Сафина, Юлия Васильевна

## 1982
- Базанова, Марина Викторовна
- Белов, Владимир Борисович (снято в 1985)
- Васильев, Михаил Анатольевич
- Гагин, Олег Юрьевич (1957)
- Гецко (Лобова) Нина Романовна
- Анисимова (Гуськова) Наталья Юрьевна
- Джанджгава (Шалимова) Татьяна Васильевна
- Каршакевич, Александр Владимирович
- Лапицкая (Цыганкова) Наталья Юрьевна
- Митрюк, Наталья Ивановна
- Новицкис, Вальдемар Александрович
- Рыманов, Александр Анатольевич
- Стречень (Мажейкайте) Сигита Брониславовна
- Шевцов, Юрий Анатольевич
- Шипенко, Александр Николаевич

## 1984
- Горб, Татьяна Викторовна
- Дедусенко, Ольга Фёдоровна
- Манькова, Светлана Константиновна

## 1986
- Морскова (Кирчик) Наталья Геннадьевна
- Немашкало, Елена Николаевна
- Семёнова, Ольга Юрьевна
- Товстоган, Евгения Ивановна

## 1988
- Атавин, Вячеслав Владимирович
- Гопин, Валерий Павлович
- Дорошенко, Леонид … (1964)
- Лавров, Андрей Иванович
- Нестеров, Юрий Игоревич
- Свириденко, Георгий Владимирович
- Тучкин, Александр Аркадьевич
- Тюменцев, Андрей Алексеевич
- Чумак, Игорь Владимирович
- Шароваров, Константин Григорьевич

## 1989
- Галуза, Анатолий Петрович
- Малиновский, Александр Леонидович
- Мосейкин, Александр Николаевич

## 1990
- Борзенкова (Тян) Галина Николаевна (1964)
- Выдрина, Светлана Юрьевна (1966)
- Гусева, Элина Александровна
- Кожухов, Александр Борисович
- Миневская (Жихарева) Светлана … (1968)
- Оноприенко (Живило) Галина Викторовна (1963)
- Пряхина, Светлана Анатольевна
- Розинцева, Светлана Юрьевна
- Самойлова, Вера 1965[3]

## 1991
- Гудзь (Пазич) Людмила Васильевна 10.9.1969[4]

## 1992
- Барбашинский, Андрей Станиславович
- Бебешко, Сергей Васильевич
- Богданова, Светлана Владимировна
- Васильев, Игорь Владимирович
- Гаврилов, Юрий Анатольевич
- Горпишин, Вячеслав Николаевич
- Гребнев, Олег Геннадьевич
- Дуйшебаев, Талант Мушанбетович
- Киселёв, Олег Викторович
- Кудинов, Василий Александрович
- Миневский, Андрей Петрович
- Филиппов, Дмитрий Рудольфович
- Якимович, Михаил Иванович